# Stoisz obok mnie (singel)
Stoisz obok mnie – pierwszy singel promujący drugą solową płytę wokalisty zespołu IRA, Artura Gadowskiego G.A.D.. Singel ukazał się w styczniu 2000 roku, nakładem wytwórni Zic Zac/BMG. Producentem został szwedzki muzyk Mark Tysper, z którym Gadowski nawiązał współpracę.
Tekst utworu opowiada o człowieku który jest samotny, ma mało przyjaciół, czuje się opuszczony. Nie chce także zaufać żadnej kobiecie. Autorem tekstu jest były wokalista Oddziału Zamkniętego, Krzysztof Jaryczewski. Kompozytorem utworu jest szwedzki muzyk Mark Tysper oraz Mark Hadstrom.
Utwór ten wykorzystano także w prezentacji multimedialnej, która znalazła się dodatkowo w formie bonusu na krążku G.A.D.. Utwór Stoisz obok mnie został także wykonany w wersji akustycznej, oraz trafił na limitowaną edycję płyty G.A.D., która zawierała dodatkowo 2 inne utwory z płyty, oraz 2 covery. Utwór Stoisz obok mnie bardzo często pojawiał się na solowych koncertach Gadowskiego, został także zagrany podczas koncertów wokalisty wraz z grupą IRA w USA i Kanadzie. Od momentu reaktywacji grupy utwór w ogóle nie jest grany na koncertach.

## Lista utworów na singlu
CD
1. "Stoisz obok mnie" – (M.Tysper, M.Hadstrom – K.Jaryczewski) – 3:34

## Twórcy
- Artur Gadowski – śpiew
- Piotr Sujka – gitara basowa
- Wojtek Owczarek – perkusja

Muzycy sesyjni
- Janusz Radek – vocal II
- Mark Tysper – śpiew
- Adam Lomania – instrumenty klawiszowe
- Michał Grymuza – gitara solowa

Produkcja
- Nagrywany oraz miksowany: Październik 1999 – Luty 2000 w Studiu S-3, oraz S-4 w Warszawie, oraz w studiu "The Chimney Pot Poland" w Sztokholmie, Szwecja
- Producent muzyczny: Mark Tysper
- Realizator nagrań: Mark Tysper
- Aranżacja: Mark Tysper, Mark Hadstrom
- Tekst piosenki: Krzysztof Jaryczewski
- Zdjęcia: Marek Kościkiewicz